# Варшавський метрополітен
Варша́вський метрополіте́н (пол. Metro Warszawskie) — система метрополітену у Варшаві, є одним з новітніх в Європі та першим і єдиним у Польщі. Відкритий у 1995 році і складається з двох ліній.

## Історія
22 вересня 1925 року уряд міста Варшава ухвалив рішення про будівництво підземки — «Metropolitan». Відповідно до планів мали бути збудовані дві лінії, які б перетиналися — з півночі на південь та з заходу на схід.
7 березня 1927 року комісія з будівництва метрополітену затвердила той проєкт, до якого пізніше був доданий план поєднання метрополітену з Головним вокзалом пол. Warszawa Główna (нині — вокзал станції Варшава-Центральна), стара будівля якого була знищена ще під час Першої світової війни. Проте, криза 1930-х років звела ті плани нанівець.
Наприкінці 1930-х років, президент (мер) Варшави Стефан Стажинський створив новий проєкт, відповідно до якого була збільшена протяжність двох ліній (в порівнянні з планом 1920-х років), метрополітен мав будуватися впродовж 35 років, і загалом мати 7 ліній, завдожки 46 км. Роботи розпочалися у 1938 році, проте планам перешкодила Друга світова війна. Нині невеликі дільниці тогочасного метрополітену (тунелі) служать винними льохами.
У 1950-х роках для вирішення транспортних та військових цілей назріла необхідність будівництва глибокого метрополітену, лінія якого, що перетинає річку Вісла (із заходу на схід), могла б при необхідності служити підземним переходом військ через річку. Роботи розпочалися у 1951 році, але геологічні проблеми і постійне збільшення витрат змусили владу Варшави призупинити будівництво глибокого метро.
У 1970-х роках повернулися до проєктів будівництва метрополітену мілкого закладення. З різних причин, почати будівництво підземки не змогли аж до середини 1980-х років.
У 1984 році програма будівництва метрополітену в столиці Польщі була ухвалена урядом, почалося спорудження перших тунелів. Швидкість будівництва не перевищувала 2 м на день. Проєкт передбачав відкриття дільниці «Кабати» — «Віляновська» у 1990 році, а цілої лінії — у 1994 році. Уряд Радянського Союзу обіцяв передати Варшаві 90 вагонів безкоштовно, проте зміна політичної ситуації перешкодила цим планам. Варшава отримала лише 10 вагонів, але за них треба було здійснити оплату вже Росії.
7 квітня 1995 року відкрита перша дільниця «Кабати» — «Політехніка». Уряд Варшави скептично ставився до нового засобу комунікації, але пасажирів було так багато, що у 1997 році, Варшавський метрополітен змусив придбати нові вагони. У 1998 році концерн «Alstom» виграв тендер і до кінця 2005 року Варшава отримала 18 нових поїздів. 25 жовтня 2008 року будівництво лінії М1 було завершено.
У 2010 році розпочалося будівництво лінії M2, з заходу на схід (під Віслою), центральну дільницю якої було відкрито у 2015 році. 15 вересня 2019 року відкриті станції: «Шведська», «Таргувек-Мешканьови» та «Троцка» на північному-сході лінії.
8 березня 2015 року відкрито рух на лінії M2, яка сполучає західну та східну частини Варшави.
4 квітня 2020 року відкрито ще три станції лінія M2: «Плоцька», «Млинув» та «Князя Януша». Через пандемію на COVID-19 містян попросили не відвідувати офіційні заходи з нагоди введення в експлуатацію нових станцій метрополітену.
На всіх станціях метрополітену встановлено тактильне покриття. Нині продовжується розбудова лінії M2.
У планах також є спорудження лінії M3

### Хронологія пусків
| Ділянка                                                      | Лінія | Дата пуску      | Довжина | Кількість станцій |
| ------------------------------------------------------------ | ----- | --------------- | ------- | ----------------- |
| «Кабати» — «Політехніка»                                     | 1     | 7 квітня 1995   | 11,1 км | 11                |
| «Політехніка» — «Центрум» (без станції «Пляц Конституції»)   | 1     | 26 травня 1998  | 1,4 км  | 1                 |
| «Центрум» — «Ратуш-Арсенал»                                  | 1     | 11 травня 2001  | 1,7 км  | 2                 |
| «Ратуш-Арсенал» — «Двожец Гданський» (без станції «Муранув») | 1     | 20 грудня 2003  | 1,5 км  | 1                 |
| «Двожець Гданський» — «Плац Вільсона»                        | 1     | 8 квітня 2005   | 1,5 км  | 1                 |
| «Пляц Вільсона» — «Маримонт» (Човниковий рух)                | 1     | 29 грудня 2006  | 0,9 км  | 1                 |
| «Маримонт» — «Слодовець»                                     | 1     | 23 квітня 2008  | 1 км    | 1                 |
| «Слодовець» — «Млоціни»                                      | 1     | 25 жовтня 2008  | 2,6 км  | 3                 |
| «Рондо Дашиньськего» — «Двожец Віленьські»                   | 2     | 8 березня 2015  | 6,1 км  | 7                 |
| «Двожец Віленьські» — «Троцка»                               | 2     | 15 вересня 2019 | 3,1 км  | 3                 |
| «Рондо Дашиньськего» — «Князя Януша»                         | 2     | 4 квітня 2020   | 3,4 км  | 3                 |
| «Ульрихув» — «Бемово»                                        | 2     | 30 червня 2022  | 2,6 км  | 2                 |

## Перспективи
Головним пріоритетом розвитку Варшавського метрополітену є розбудова Другої лінії. Планується також скорочена Третя лінія.
Заплановано, але ще не побудовано дві станції Першої лінії:
- A-12 «Пляц Конституції»
- A-16 «Муранув»

## Рухомий склад

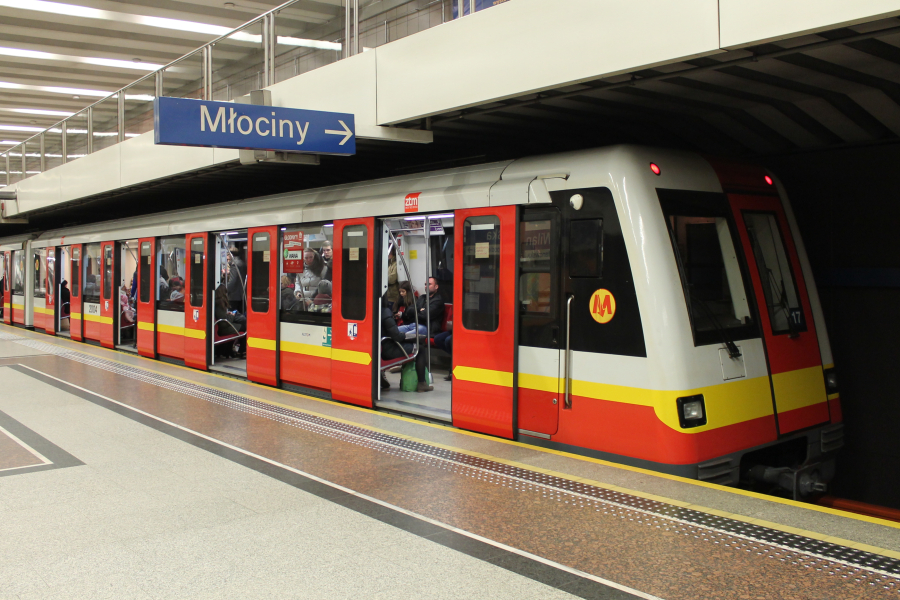
Поїзд «Alstom»

З початку відкриття метрополітену всі метровагони були російського виробництва. У 1990 році, за 5 років до відкриття метрополітену, до Варшави, як подарунок СРСР Польщі, надійшли 10 вагонів 81 -717.3/714.3. Вони були виготовлені на Митищинському машинобудівному заводі (Митищі, Московська область). Наступні вагони прибули з заводу імені Єгорова (Санкт-Петербург) у 1994 році: 81-572/573 — 32 вагони і у 1997 році: 81-572.1/573.1 — 18 вагонів.
У 1998 році були замовлені 108 нових вагонів компанії «Alstom» (24 вагони були побудовані в Барселоні, решта в Хожуві). У 2006 році для подовження експлуатації існуючих поїздів були замовлені дві партії додаткових вагонів на Митищинському машинобудівному заводі: 81-714.3. Перша партії з 14 вагонів 81-714.3 прибула до Варшави до кінця I кварталу 2007 року. Друга партія з 16 вагонів 81-714.3 надійшла у IV кварталі 2007 року. У 2007 році на заводі «Вагонмаш» були замовлені 10 головних вагонів моделі 81- 572.2 і 20 проміжних вагонів моделі 81-573.2. У 2009 році на заводі «Вагонмаш» (Санкт-Петербург) замовлені додаткові 4 головних 81-572.2 та 8 проміжних вагонів моделі 81-573.2.
Станом на кінець 2009 року з 40 6-вагонних поїздів метро 18 з Франції (фірми «Alstom») та 22 з Росії (15 поїздів з вагонів типу 81-717.3/714.3 (1990 та 2007 року випуску), 81-572/573 (1994 року випуску), 81-572.1/573.1 (1997 року випуску) та 7 новіших поїздів 81-572.2/81-573.2 (2008—2009)).
З 2012 року почалося постачання поїздів компанії «Siemens Inspiro» виробництва консорціуму «Siemens AG» та «Newag SA». Після тривалих випробувань перший поїзд було запущено з пасажирами у жовтні 2013 року.
Єдине електродепо «Кабати» розташовано на південь від станції «Кабати».

## Мапи

Проєкт Варшавського метрополітену (з 1930-х років)

## Галерея

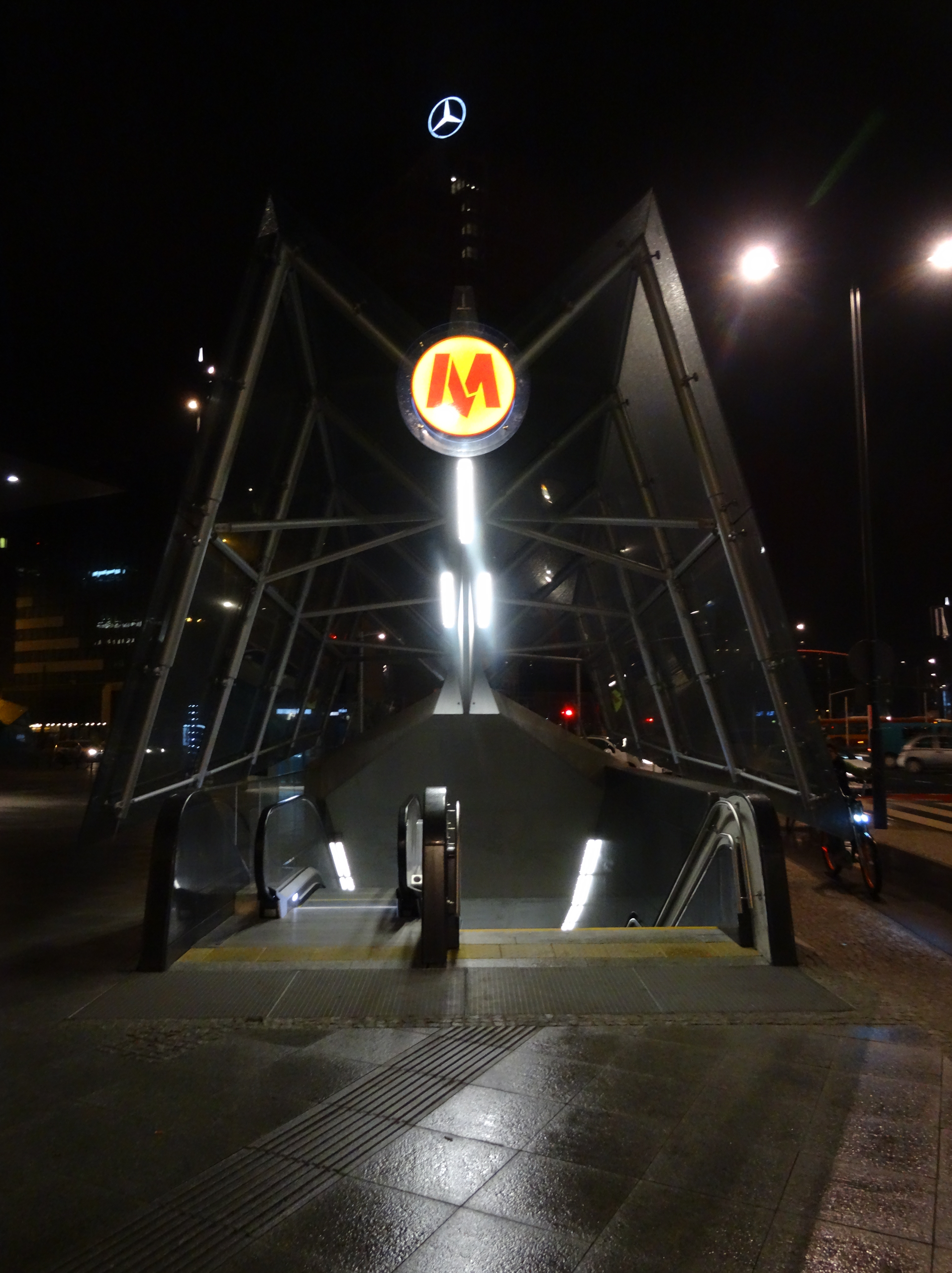
Вихід зі станції «Рондо ОНЗ»
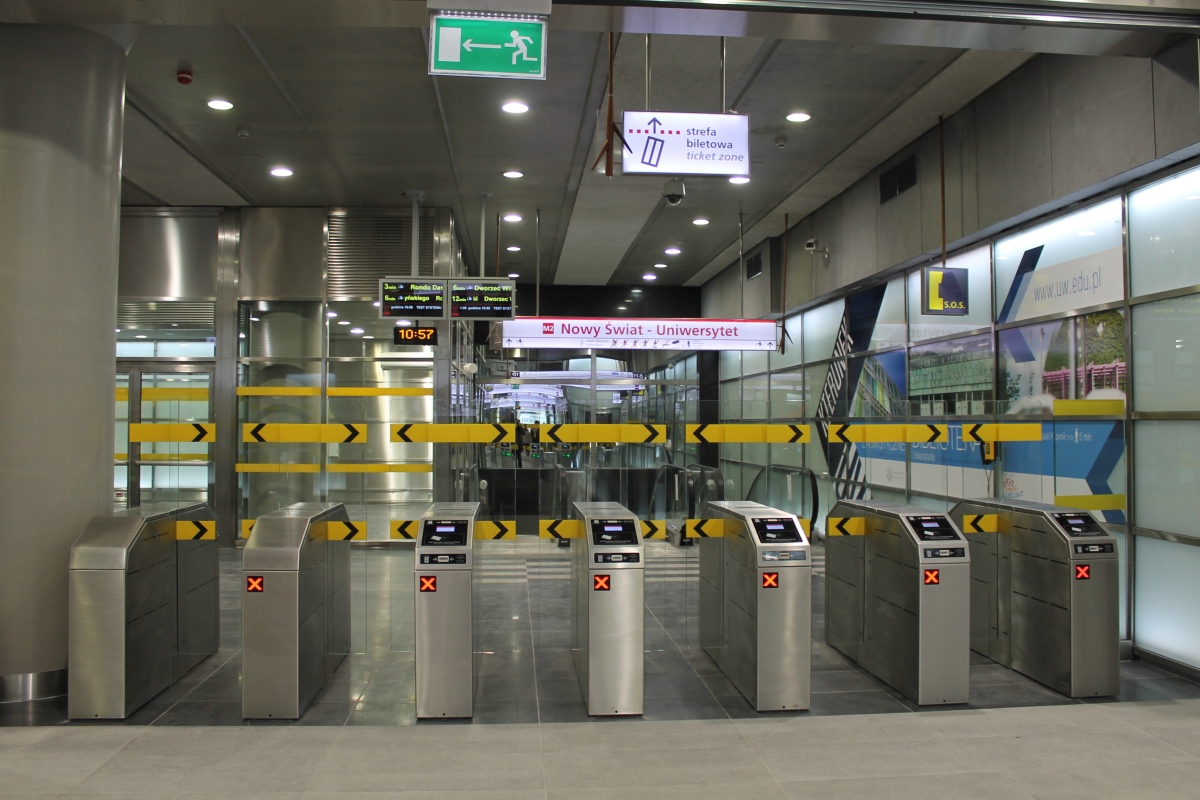
Турнікети на станції «Нови Свят — Університет»
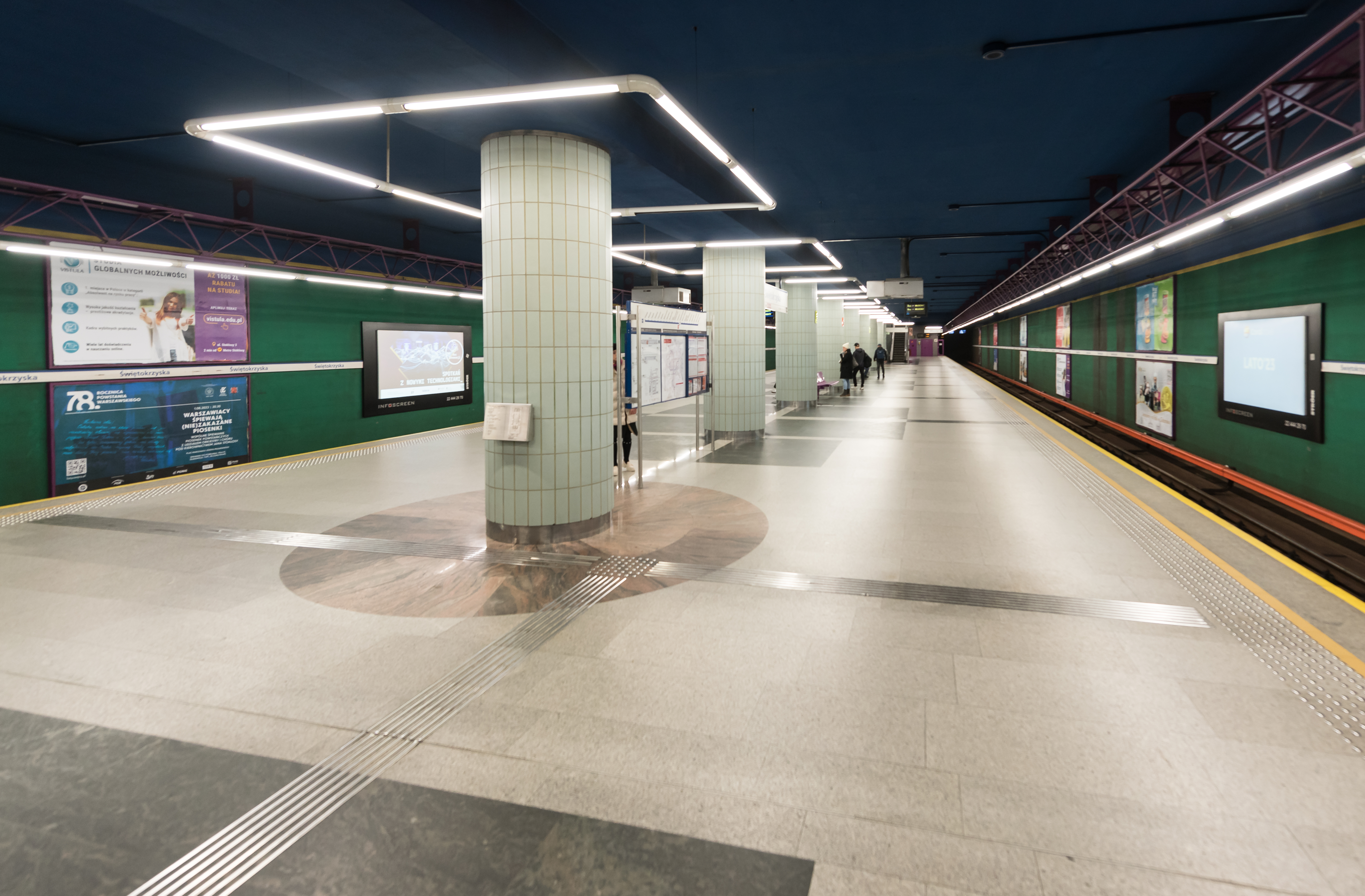
Станція Свентокшиська, верхній ярус
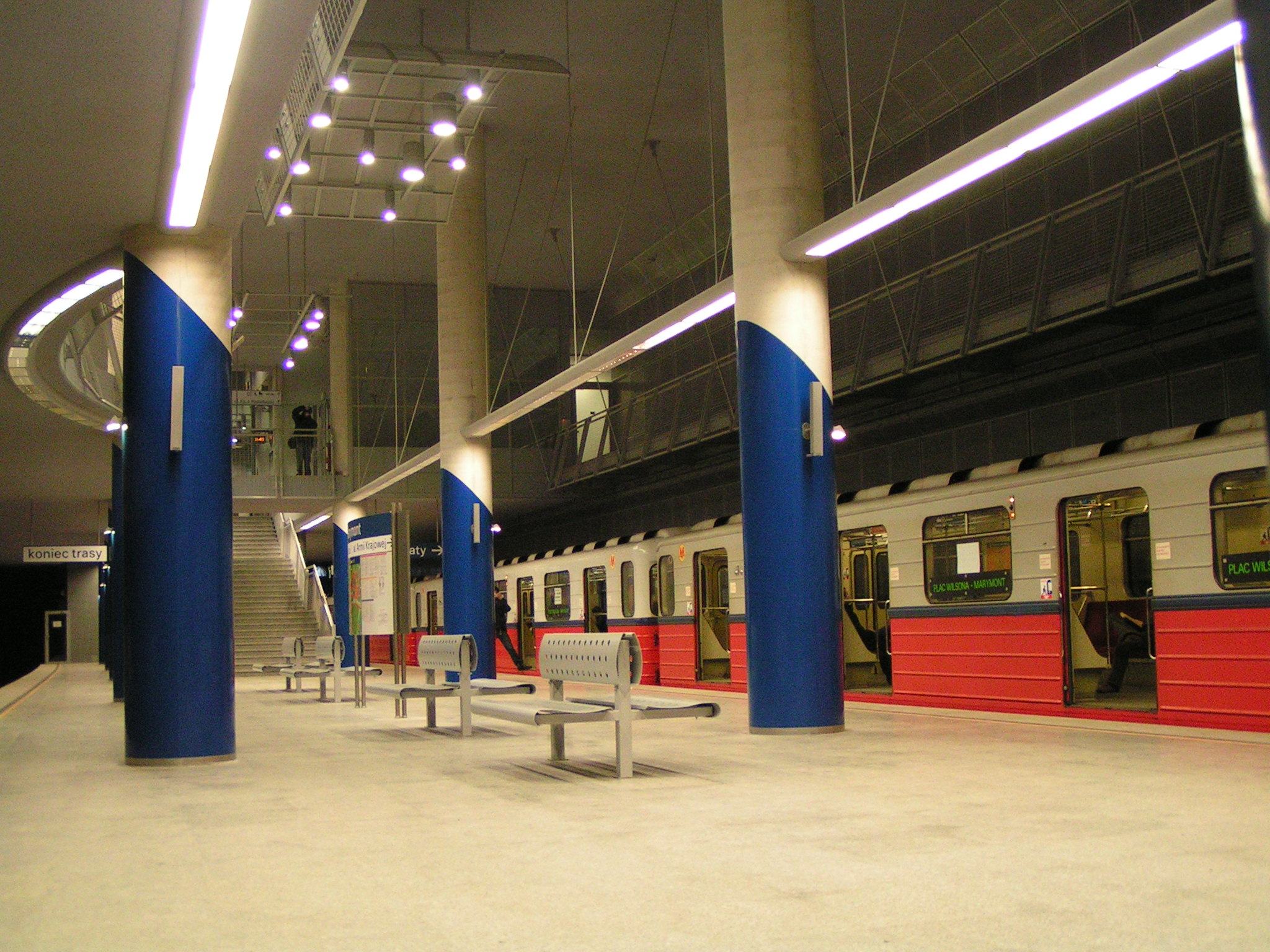
Станція «Маримонт»
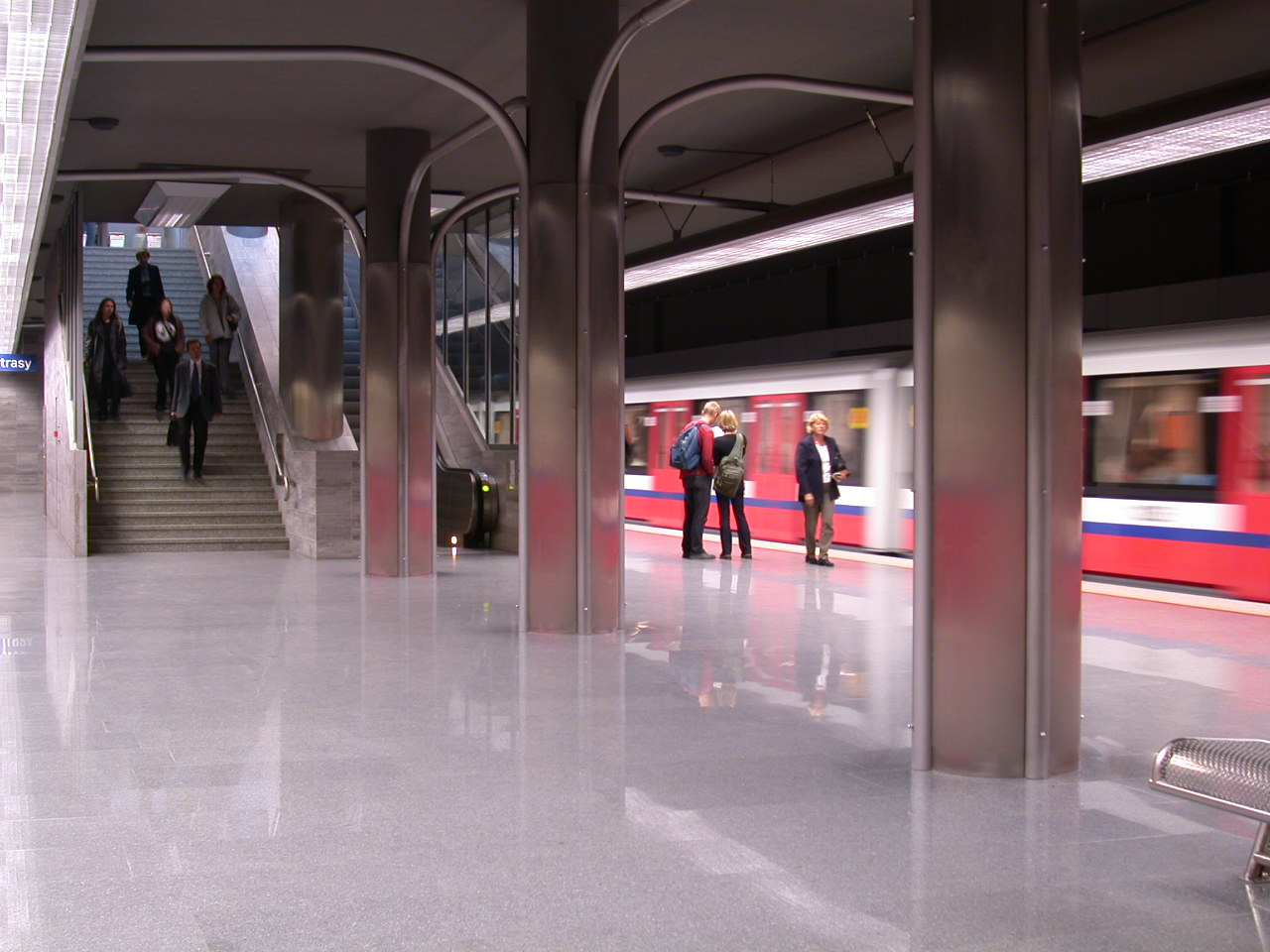
Станція «Ратуш-Арсенал»
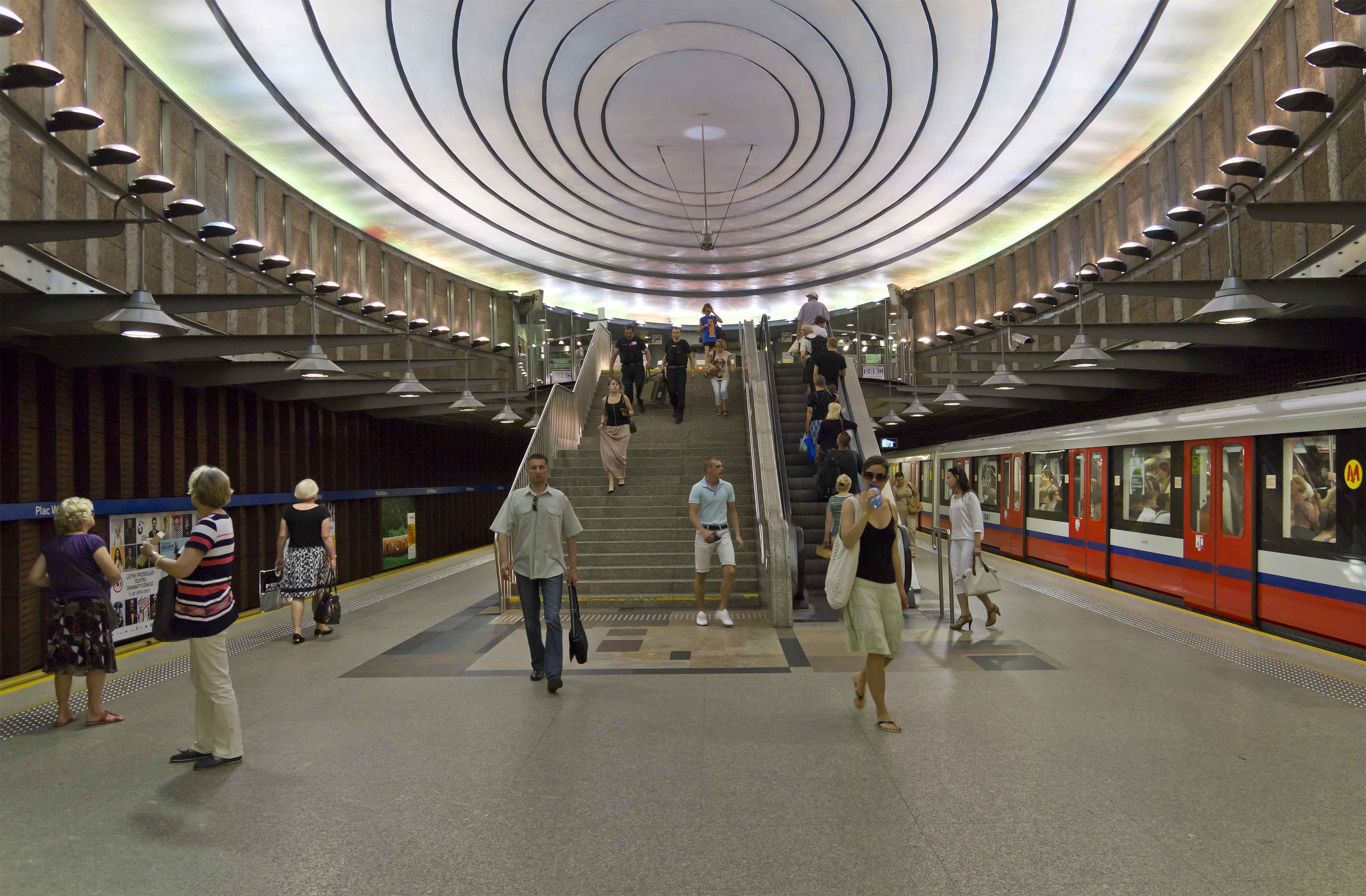
Станція «Пляц Вільсона»
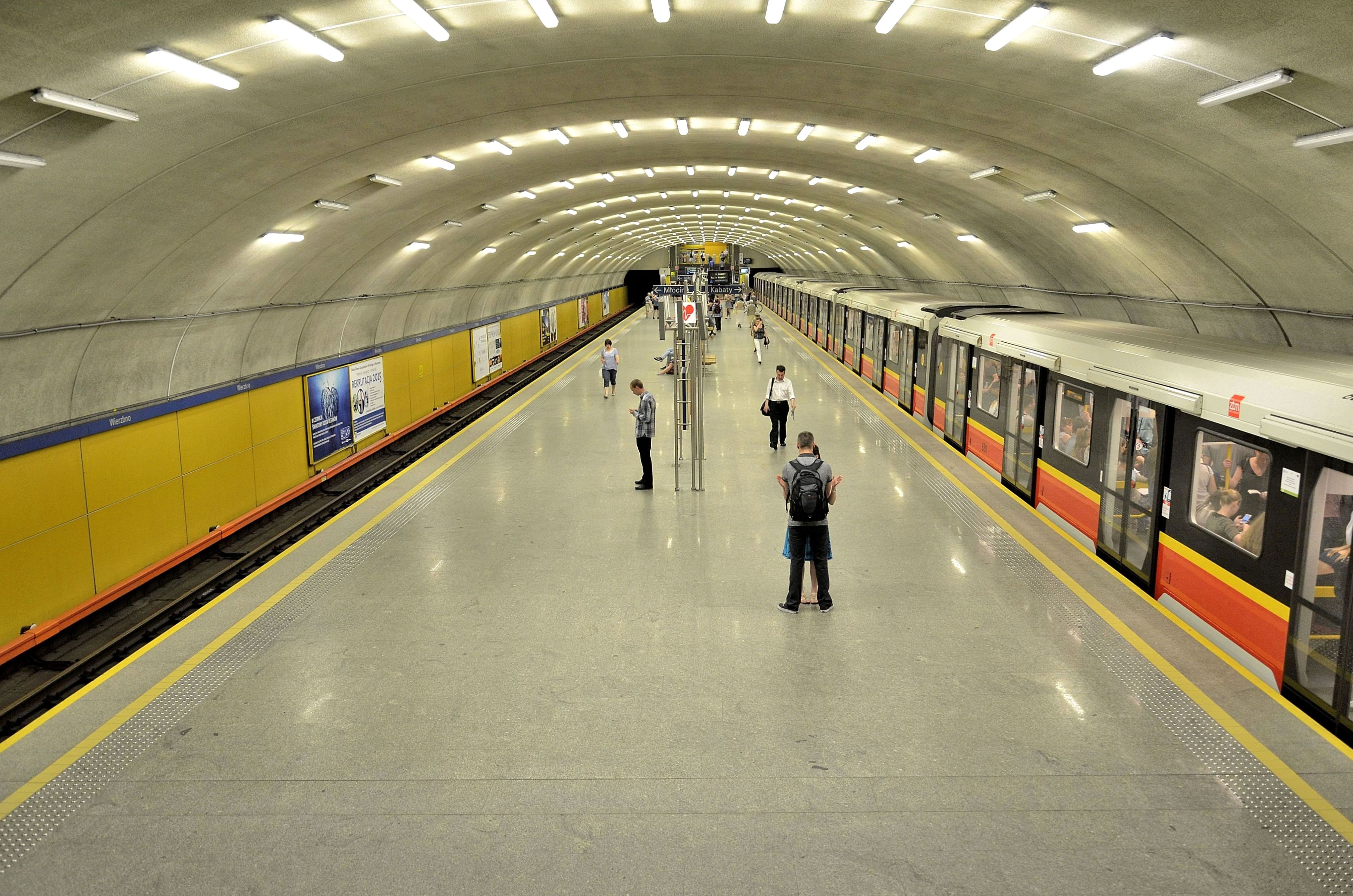
Станція «Вєжбно»